# Orontobat
Orontobat (grč. Ὀρoντoβάτης; Orontobates) je bio perzijski satrap Karije, posljednji u službi Perzijskog Carstva.

## Pozadina
Od početka 4. stoljeća pr. Kr. Karijom je vladala lokalna dinastija Hekatomnida, koju je osnovao perzijski vladar Artakserkso II. imenujući Hekatomna na mjestu satrapa. Hekatomno je imao petero djece; tri sina (Mauzola, Idrieja i Piksodara) i dvije kćeri (Artemiziju II. i Adu), od kojih su svi na određeno vrijeme vladali Karijom. Dinastija je bila poznata po incestoidnim brakovima, budući kako su se spomenute dvije kćeri udale za dva starija brata. Kada je Ada naslijedila Idrieja nakon njegove smrti, najmlađi sin Piksodar nije se slagao s takvim razvojem događaja jer je imao pretenzije na karijsko prijestolje. On 340. pr. Kr. svrgava Adu koja se sklanja u citadeli Alindi, no Piksodar umire nakon šest godina vladavine. Budući kako se perzijski plemić Orontobat oženio njegovom kćeri, Darije III. ga 334. pr. Kr. imenuje satrapom Karije.

## Politički život
Orontobat je vladao vrlo kratko, i to pod izuzetno nepovoljnim uvjetima. Iste godine (334. pr. Kr.) kada je došao na vlast, u Malu Aziju je provalio makedonski vladar Aleksandar Makedonski. Makedonci su porazili lokalnu perzijsku vojsku u bitci kod Granika, te su nastavili napredovati na jug gdje su zauzeti gradovi Sard i Milet. Otprilike u isto vrijeme Piksodar umire, a Orontobat dolazi na vlast. Aleksandar tada pokušava osvojiti i glavni karijski grad Halikarnas, što se pokazalo vrlo kompliciranim. Naime, gradske zidine koje je podigao Mauzol projektirane su da odbiju napade najmodernijim katapultima. Orontobat je također uposlio i grčke plaćenike predvođene iskusnim generalom Memnonom s Rodosa. Aleksandar je bio u stanju zauzeti stambene četvrti Halikarnasa, no bio je prisiljen ostaviti garnizon vojnika koji su citadelu nastavili držati pod opsadom.
Povjesničar Arijan piše kako su Orontobat i Memnon nakon gotovo godinu dana zbog nedostatka zaliha odustali od čuvanja citadele, pa su jedne noći postavili požar i potom otplovili prema otoku Kos gdje su prethodno premjestili njihovu riznicu. Memnon je potom organizirao veliku flotu koja je počela osvajati grčke otoke u Egeju, s krajnjim ciljem da zauzme Dardanele i tako prekine Aleksandrove komunikacije. Memnon je uspješno vodio kampanju, sve dok u kolovozu 333. pr. Kr. nije umro prilikom opsade Mitilene.
Sudbina Orontobata nije poznata; u povijesnim dokumentima spominje se istoimeni general Darija III. koji je sudjelovao u bitci kod Gaugamele (331. pr. Kr.), no povjesničari dvoje je li riječ o istoj osobi. Prema navednim izvorima, Orontobat se nakon bitke zajedno s drugim perzijskim zapovjednicima povukao na obale Perzijskog zaljeva, što podrazumijeva kako nije poginuo u bitci.

## Poveznice
- Piksodar
- Ada
- Memnon s Rodosa

| Prethodnik:                    | Satrap Karije (334. pr. Kr.) | Nasljednik:                                           |
| Piksodar (340. - 334. pr. Kr.) | Satrap Karije (334. pr. Kr.) | Ada (kao makedonska namjesnica) (334. - 326. pr. Kr.) |

## Vanjske poveznice
- Orontobat (Orontobates), AncientLibrary.com  Arhivirana inačica izvorne stranice od 30. prosinca 2005. (Wayback Machine)
- Arijan: „Aleksandrova Anabaza“, I. 18.